# Werner Fuchs (Admiral)

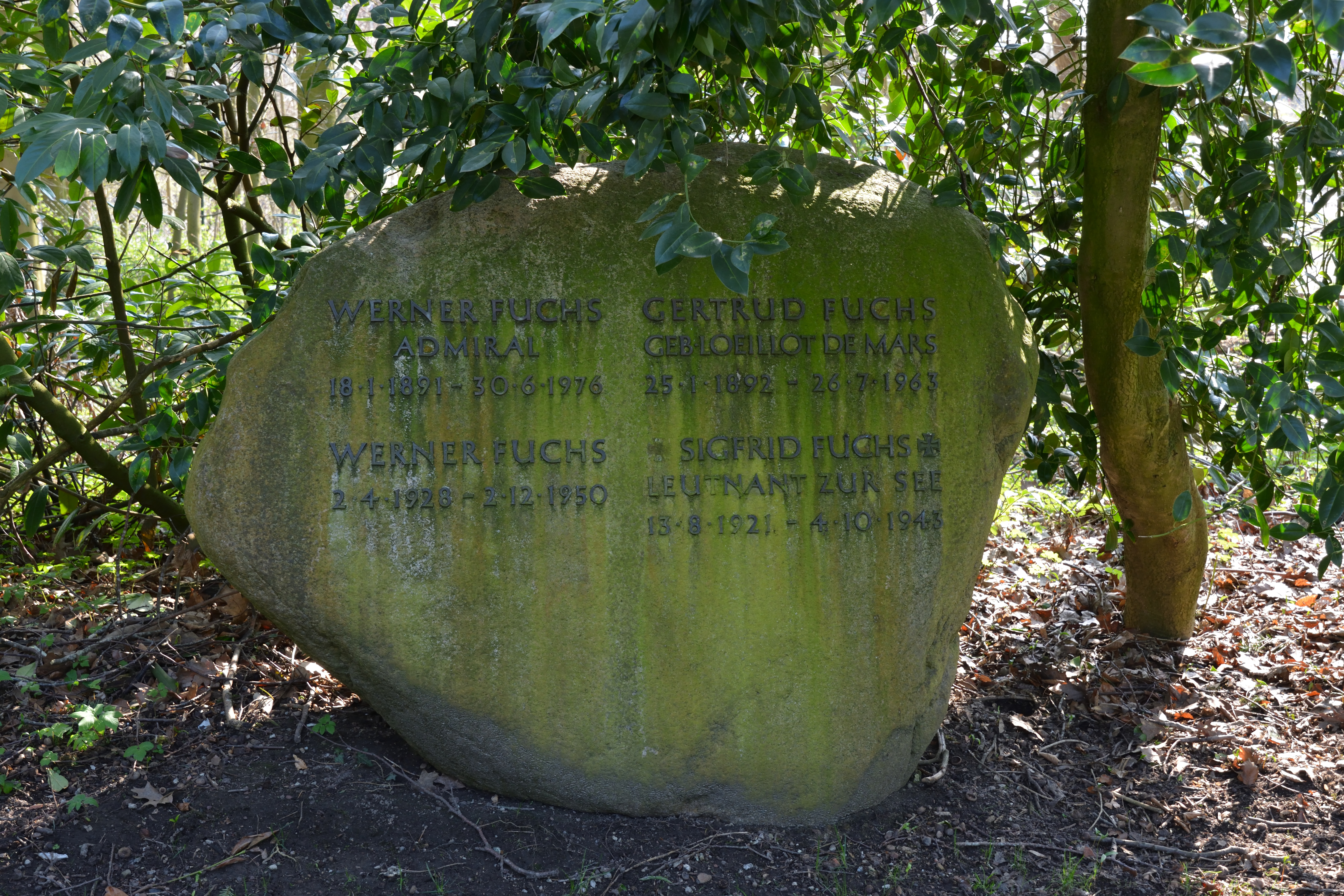
Grab auf dem Nordfriedhof Kiel

Werner Fuchs (* 18. Januar 1891 in Insterburg (Ostpreußen); † 30. Juni 1976 in Kitzeberg bei Kiel) war ein deutscher Marineoffizier, zuletzt im Dienstgrad eines Admirals der Kriegsmarine.

## Karriere

### Kaiserliche Marine und Erster Weltkrieg
Fuchs trat am 1. April 1909 als Seekadett in die Kaiserliche Marine (Crew 09) ein. Er absolvierte die Grundausbildung bis zum 18. Mai 1909 und anschließend die Basisausbildung auf dem als Schulschiff genutzten Großen Kreuzer Hansa. Daraufhin kam er zur weiteren Ausbildung ab dem 1. April 1910 an die Marineschule in Kiel. Am 12. April 1910 wurde er zum Fähnrich zur See ernannt. Ab dem 1. Oktober 1911 diente er auf dem Kleinen Kreuzer Kolberg und wurde am 19. September 1912 zum Leutnant zur See befördert. In dieser Dienststellung erlebte er den Beginn des Ersten Weltkriegs. Ab dem 2. März 1915 war Fuchs Wachoffizier auf dem Kleinen Kreuzer Regensburg. Am 2. Mai 1915 erfolgte die Beförderung zum Oberleutnant zur See und am 29. November 1919, also bereits nach Kriegsende, zum Kapitänleutnant.

### Reichsmarine
Fuchs war dann ab dem 1. Februar bis zum 18. März 1920 als 3. Admiralstabsoffizier  im Stab der Marinestation der Ostsee tätig und war anschließend bis zum 31. Mai freigestellt. Am 1. Juni nahm er seine Tätigkeit wieder auf und wechselte am 2. Oktober 1922 als 3. Admiralstabsoffizier in den Stab des Kommandeurs der Ostseestreitkräfte. Ab dem 3. Oktober 1923 folgte dann eine Verwendung als 4. Admiralstabsoffizier im Stab des Oberkommandierenden der Seestreitkräfte der Reichsmarine. Fuchs war dann ab dem 29. September 1924 als Kompaniechef im 3. Küstenverteidigungsbataillon eingesetzt und übernahm danach ab dem 17. September 1926 als Leiter die Funk-Versuchsabteilung. Während dieser Verwendung wurde er am 1. April 1927 zum Korvettenkapitän befördert und war außerdem vom 17. September 1926 bis zum 30. September 1929 auch noch Berater des Stabes der Torpedo- und Mineninspektion. Anschließend diente Fuchs ab dem 25. Februar 1930 als Navigationsoffizier auf dem Linienschiff Hannover. Am 21. September 1931 wurde Fuchs dann 1. Admiralstabsoffizier im Stab der Marinestation Ostsee und wurde in dieser Funktion am 1. Oktober 1932 zum Fregattenkapitän befördert. Am 20. März 1934 wurde Fuchs Kommandant des Leichten Kreuzers Köln. Ab dem 1. Oktober 1934 im Dienstgrad Kapitän zur See.

### Kriegsmarine
Ab dem 1. Oktober 1935 übernahm er als Chef die Marineausbildungsabteilung (A IV) im Marinekommandoamt der Leitung der Reichsmarine, ab dem 11. Januar 1936 Kriegsmarine. Am 28. März 1938 wurde er zum Chef der Flottenabteilung (A V) im Marinekommandoamt ernannt, am 1. Oktober 1938 erfolgte die Beförderung zum Konteradmiral. Ab dem 23. Januar 1939 wurde Fuchs außerdem Sonderbeauftragter der Obersten Marineleitung für Neubauprojekte und anschließend ab dem 1. Juli 1939 Chef der Kriegsschiffbauabteilung im OKM. Fuchs war damit direkt mit der Ausführung des Z-Plans zur Flottenrüstung befasst. In diese Zeit fiel der Ausbruch des Zweiten Weltkriegs. Vom 15. Oktober 1939 bis zum 31. Oktober 1944 war Fuchs dann Leiter des Hauptamtes Kriegsschiffbau im OKM. In diese Dienstzeit fallen die Beförderungen zum Vizeadmiral (1. Dezember 1940) und zum Admiral (1. April 1942) an. Ab dem 1. November wird Fuchs zur Führerreserve kommandiert. Nach Kriegsende geriet Fuchs am 23. Mai 1945 in Kriegsgefangenschaft. Am 21. Februar 1947 wurde er entlassen und verfasste bis zu seinem Tode Schriften zu verschiedenen politischen, religiösen und militärhistorischen Themen.

## Auszeichnungen
Während des Ersten Weltkriegs:
- Eisernes Kreuz, 2. Klasse (EK II)
- Eisernes Kreuz, 1. Klasse (EK I)
- Friedrich-August-Kreuz, 2. Klasse
- Königlich Bayrischer Militär-Verdienstorden IV. Klasse mit Schwertern

Während der Dienstzeit in der Kriegsmarine:
- Ehrenkreuz für Frontkämpfer
- Dienstauszeichnung der Wehrmacht (DA I bis DA IV)
- Kriegsverdienstkreuz, 2. Klasse mit Schwertern
- Kriegsverdienstkreuz, 1. Klasse mit Schwertern
- Deutsches Kreuz in Silber (30. Januar 1943)
- Ritterkreuz zum Kriegsverdienstkreuz mit Schwertern (30. Dezember 1944)

## Werke (Auswahl)
- Die Erfüllung des Lebens (Autobiographie). Schnitter Verlag. Berlin. 1966.
- Ein Schriftwechsel über das Marine-Ehrenmal. Zusammen mit Renate Karnak. Ohne Verlag. 1964.
- Das Marine-Ehrenmal des Deutschen Marinebundes. Verlegt durch den Deutschen Marinebund e.V. Wilhelmshaven. Verschiedene Ausgaben 1960, 1964, 1665, 1966, 1969.